# Price
Price es una ciudad, la capital y la más poblada del condado de Carbon en el estado estadounidense de Utah. En el año 2000 tenía una población de 8.402 habitantes y una densidad poblacional de 764 personas por km². 

## Geografía
Price se encuentra ubicado en las coordenadas 39°36′0″N 110°48′24″O / 39.60000, -110.80667. Según la Oficina del Censo, la localidad tiene un área total de 11 km² (4,2 mi²), de la cual toda es tierra.

## Demografía
Según la Oficina del Censo en 2000, había 8.402 personas y 2.085 familias residentes en el lugar, 90.7% de los cuales eran personas de raza blanca.
Según la Oficina del Censo en 2000 los ingresos medios por hogar en la localidad eran de $31,687, y los ingresos medios por familia eran $39,429. Los hombres tenían unos ingresos medios de $37,476 frente a los $21,081 para las mujeres. La renta per cápita para la localidad era de $14,313. Alrededor del 15% de la población estaban por debajo del umbral de pobreza.